# Reggie Workman
Reggie Workman (* 26. června 1937 Filadelfie) je americký jazzový kontrabasista. V roce 1961 nastoupil do kvartetu Johna Coltranea. V letech 1962–1964 působil v kapele Jazz Messengers bubeníka Arta Blakeyho. V následujících letech vydal několik alb pod svým jménem a spolupracoval s řadou dalších hudebníků, mezi které patří Yusef Lateef, Booker Ervin, Archie Shepp, Elvin Jones, Mal Waldron nebo Wayne Shorter.